# Kœur-la-Grande
Koeur-la-Grande – miejscowość i gmina we Francji, w regionie Grand Est, w departamencie Moza.
Według danych na rok 1990 gminę zamieszkiwały 152 osoby, a gęstość zaludnienia wynosiła 12 osób/km² (wśród 2335 gmin Lotaryngii Koeur-la-Grande plasuje się na 893. miejscu pod względem liczby ludności, natomiast pod względem powierzchni na miejscu 441.).